# Проблем пакла
Проблем пакла је етички проблем који је повезан са свим религијама код којих је пакао представљен као сурово место. То се не уклапа са концептом да је Бог праведан и моралан. Проблем пакла се врти око четири кључне тачке:само постојање пакла, неки људи иду у пакао, из пакла не може да се побегне и пакао је казна за вршење или невршење неких радњи на Земљи. Треба напоменути да у правословном хришћанству проблем пакла не посматрају као етички већ егзистенцијални проблем.
(потражити референце)
Концепт по којем се неверници у одређеној религији суочавају са проклетством се назива спасење. Концепт по коме су сви спашени, без обзира на веру и религију се назива универзално измирење. Мањи део хришћанског учења по којем су неверници уништени, уместо осуђени на вечно проклетство се назива аналитионизам.
Постоји више питања која су везана за проблем пакла. Прво је да ли је постојање пакла компатибилно са правдом. Друго је, да ли је компатибилно са Божјом милошћу, које је посебно наглашено у хришћанству. Треће питање је да ли је пакао заиста и насељен, или ће Бог да све вечне душе да врати у будући бољи свет. Том приликом се може мислити и на рај. Неки аспекти који се односе на проблем пакла се могу односити и на проблем зла. Превасходно се мисли на то да је патња која се доживљава у паклу, могла бити спречена од стране Бога. Расправа која се води око проблема зла се такође може пренети и на проблем пакла.

## Даља литература
- 0-631-22220-0
- ,  0-19-508487-X
- 0-7923-6364-7
- 0-268-01095-1
- 0-06-065296-9
- 978-1-84685-672-3